# Dino Rađa
Dino Rađa, transcrit sovint com Dino Radja (Split, República Socialista de Croàcia, Iugoslàvia, 24 d'abril de 1967), és un exjugador de bàsquet croata. Va jugar a la Jugoplastika a finals dels anys 1980 i 1990, on va guanyar dos Eurolligues. Als Estats Units va jugar tres temporades i mitja als Boston Celtics de l'NBA.